# ヴァイオリンソナタ第1番 (ベートーヴェン)
ヴァイオリンソナタ第1番（ヴァイオリンソナタだいいちばん）ニ長調 作品12-1 は、ルートヴィヒ・ヴァン・ベートーヴェンが1798年頃に作曲したヴァイオリンソナタ。作曲者のヴァイオリンソナタの第1作であり、第2番、第3番とともに師であるアントニオ・サリエリに献呈された。3曲とも「ヴァイオリンの助奏を伴ったクラヴィチェンバロまたはピアノ・フォルテのためのソナタ」と記されていて、ピアノに重きが置かれている。
全体的に明るい曲想であり、しばしば演奏会で取り上げられ、人気も高い。

## 曲の構成
全3楽章。演奏時間は約20分。
- 第1楽章 アレグロ・コン・ブリオ
ニ長調、4分の4拍子、ソナタ形式。
冒頭からヴァイオリンの重音奏法で主和音が現れる。ピアノの名手としての作者らしく、アルペッジョの急速な進行が随所に盛り込まれている。

- 第2楽章 主題と変奏：アンダンテ・コン・モート
イ長調（第3変奏はイ短調）、4分の2拍子、変奏曲形式。
主題と4つの変奏からなる落ち着いた曲想の楽章であり、イ短調の3連符が伴う変奏で対立を際立たせている。

- 第3楽章 ロンド：アレグロ
ニ長調、8分の6拍子、ロンド形式。

## 楽曲が用いられた作品
- 仮装集団 - 山崎豊子の長編小説。東京体育館で行われたサベーリエフのヴァイオリン演奏会の中で登場する。